# Мілезим
Мілезим (від фр. le millésime — число, що позначає рік) — у виноробстві і енології рік дозрівання врожаю винограду, з якого вироблено дане вино чи інший алкогольний напій (коньяк, арманьяк і т. п.).
Мілезим має важливе значення для формування характеру вина, оскільки погодно-кліматичні і багато інші відмінності кожного сезону формують індивідуальні органолептичні характеристики вина. Мілезимне вино повністю або в основному виготовлено з винограду врожаю зазначеного року, і цей рік вказується на етикетці.
Аналог слів мілезим і мілезимного вина в англомовних країнах — вінтаж (англ. vintage), вінтажне вино (англ. vintage wine).

## Зноски
1. ↑  Миллезим (millesime). Архів оригіналу за 8 грудня 2011. Процитовано 25 липня 2016.